# Teracotona latifasciata
Teracotona latifasciata là một loài bướm đêm thuộc phân họ Arctiinae, họ Erebidae.